# George Cholmondeley (3. hrabia Cholmondeley)
George Cholmondeley, 3. hrabia Cholmondeley KB (ur. 2 stycznia 1703, zm. 10 czerwca 1770 w Malpas) – brytyjski arystokrata i polityk związany ze stronnictwem wigów.

## Życiorys
Był najstarszym synem George’a Cholmondeleya, 2. hrabiego Cholmondeley, i Elizabeth van Ruyterburgh. W latach 1725–1733 znany był pod tytułem grzecznościowym „wicehrabiego Malpas”. W 1724 r. został wybrany do Izby Gmin jako reprezentant okręgu East Looe. W latach 1727–1733 reprezentował okręg wyborczy Windsor. Po śmierci ojca w 1733 r. odziedziczył tytuł hrabiego Cholmondeley i zasiadł w Izbie Lordów.
W 1727 r. został garderobianym króla Jerzego I. W latach 1729–1739 był koniuszym następcy tronu, księcia Walii Fryderyka. W 1727 r. został lordem Admiralicji w rządzie swojego teścia, Roberta Walpole’a. Urząd ten sprawował do 1729 r. W latach 1735–1736 był lordem Skarbu. Następnie został Kanclerzem Księstwa Lancaster. W latach 1743–1744 był Lordem Tajnej Pieczęci. Następnie, do 1757 r., był jednym z wiceskarbników Irlandii. W 1736 r. został członkiem Tajnej Rady.
Ponadto lord Cholmondeley był w latach 1733–1770 Lordem Namiestnikiem i wiceadmirałem Cheshire, a w latach 1733–1760 Lordem Namiestnikiem Anglesey, Caernarvonshire, Flintshire, Merionethshire i Montgomeryshire. Był również współzałożycielem Foundling Hospital i kawalerem Orderu Łaźni. Zmarł w 1770 r. Tytuły parowskie odziedziczył jego wnuk.

## Życie prywatne
14 września 1723 r. w Londynie poślubił lady Mary Walpole (ok. 1705 – 2 stycznia 1731/1732), córkę premiera Roberta Walpole’a, 1. hrabiego Orford, i Catherine Shorter, córki Johna Shortera. George i Mary mieli razem dwóch synów:
- George Cholmondeley (17 października 1724 – 15 marca 1764), wicehrabia Malpas
- Robert Cholmondeley (1 listopada 1727 – 5 czerwca 1804), ożenił się z Mary Woffington, miał dzieci